# 広島市立江波中学校
広島市立江波中学校（ひろしましりつえばちゅうがっこう）は、広島県広島市中区江波西一丁目にある公立中学校。

## 沿革
- 1947年4月1日 - 広島市立第六中学校として本川小学校の校舎を借用し創立。校区は本川小学校、舟入小学校、江波小学校区[2]。
- 1949年4月15日 - 旧広島県立商業学校校舎に移転。
- 1949年4月30日 - 広島市立江波中学校に改称。
- 1951年8月29日 - 旧陸軍射撃場跡に校舎を新築。
- 1955年12月10日 - 校旗、校歌、校訓制定。
- 1957年9月30日 - 創立10周年記念式を挙行。『しおかぜ』1957年版10周年記念号発行。
- 1959年6月8日 - 江波皿山火薬庫爆発事故により、校舎の窓・戸に被害。
- 1963年4月20日 - 屋内体育館竣工。
- 1965年5月31日 - 水泳プール竣工。
- 1989年3月1日 - 創立40周年記念誌発行。
- 1993年3月31日 - 柔剣道場新築工事完工。
- 1996年9月14日 - 創立50周年記念式典及び祝賀会挙行。
- 2001年7月6日 - 新体育館工事開始。
- 2002年3月4日 - 新体育館落成式。

## 校区
本校の校区は以下のとおり。
- 広島市立神崎小学校の校区
  - 河原町、舟入町、舟入中町、舟入本町、舟入幸町
- 広島市立舟入小学校の校区
  - 舟入川口町、西川口町、舟入南一丁目～舟入南六丁目、江波東一丁目、江波西一丁目
- 広島市立江波小学校の校区
  - 江波東二丁目、江波本町、江波西二丁目、江波二本松一丁目、江波二本松二丁目、江波南一丁目～江波南三丁目、江波栄町、江波沖町

## クラブ活動

### 運動系
- サッカー部
- テニス男子・女子部
- バドミントン部
- バレー部
- バスケットボール部
- 陸上部
- 野球部
- 卓球部

### 文化系・奉仕系
- 家庭科部
- 放送部
- 吹奏楽部
- 美術部
- 囲碁・将棋部

## 交通アクセス
- 最寄り電停：広島電鉄江波線江波電停。

## 周辺
- 広島電鉄江波車庫
- 広島電鉄江波線江波電停
- 広島県立広島商業高等学校
- 江波皿山公園
- 舟入神社
- 広島市立舟入高等学校

## 著名な出身者
- 中沢啓治（『はだしのゲン』作者）
- 山田恵一（元プロレスラー）
- アベフトシ（THEE MICHELLE GUN ELEPHANT）